# Merops viridis
Merops viridis е вид птица от семейство Meropidae.

## Разпространение
Видът е разпространен в Бруней, Виетнам, Индонезия, Камбоджа, Китай, Лаос, Малайзия, Сингапур и Тайланд.